# 重造轮子
重造轮子（英語：Reinventing the wheel）是重新创造一个已有的或是早已被過的基本方法，此用語常出現在软件开发或其他工程领域中。
「重造轮子」一詞的由來，是因為輪子自從被發明後，在使用上沒有太大的缺陷，足以應付多數需求，原則上後人只需要直接應用即可，重新再發明一次輪子不但沒有意義、浪費時間、還會分散研究者的資源，使其無法投入更有意義及價值的目標。
不過作為教學與學習目的，「重造轮子」反而是重要的方法：藉由重新研究的過程讓學習者領悟這項技術或方法的核心運作精隨。相對於只是片面期待學習者能迅速完美地的應用技術及方法；在「重造轮子」的學習初期，不直接提供學習者最終結論或關鍵方法，反而是經由一步一步的導引，讓學習者自行完成其中重要的步驟，進而理解此技術或方法的邏輯思維。
在實際應用層面，從事软件开发的工作者也時常在做「重造轮子」的事，不過這並非全無價值，例如用來迴避問題、第三方模組或零件的技術限制。例如要對資料排序時，最常使用的快速排序法，雖然廣為人知、而且已建置於 C++ 與 Java 的通用函式庫中，但網頁用途的 Javascript 在某些實作版本（如網頁瀏覽器）卻不一定包括此演算法，又或是效能因素考量，此時可能須要「重造轮子」──重新編寫快速排序法。

## 相關詞語
重造方的轮子是重新创造一个已有的方法（重造轮子），而且其結果比已有的還差（方的輪子）。重造方的轮子是一種反模式，發生在工程師不知道或輕視標準的作法，或是不瞭解問題，或是不知道標準作法已可以充分地克服問題。重造方的轮子可能是經驗不足的工程師所產生，或是因為第二系統效應造成。

## 趣聞
2001年澳大利亞的John Keogh於2001年申請註冊「圆形的交通设施」（輪子）為專利，正是典型「重造轮子」的例子，澳大利亞專利局授與該發明專利號 #200100012，John Keogh和澳大利亞專利局因此共同獲得2001年的搞笑諾貝爾獎科技獎。
蘋果公司 在2020年推出為 Mac Pro 設計的中空輪子 Mac Pro 輪組套件，售價為699美元 。